# Thị trấn Szydłowiec
Szydłowiec [ʂɨˈdwɔvjɛt͡s] ⓘ liên_kết=| Về âm thanh này  (tiếng Hebrew: שידלוביץ, tiếng Yiddish: שידלָאווצע) là một thị trấn ở Szydlowiec County, Mazovian Voivodeship, Ba Lan, với khoảng 15.243 dân (ngày 31 tháng 12 năm 2005). Đó là trụ sở của Xã Szydłowiec (Gmina Szydłowiec). Trước đây, từ năm 1975 đến 1998, nó đã ở trong Radom Voivodeship. Szydłowiec trong lịch sử thuộc về Lesser Ba Lan, từ khi bắt đầu cho đến năm 1795, nó là một phần của Sandomierz Voivodeship của Ba Lan.

## Lịch sử

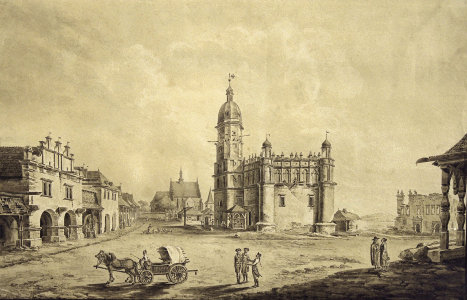
Szydłowiec vào thế kỷ 18;
bởi Zygmunt Vogel.

Từ thế kỷ thứ XII, vùng ven của  thị trấn Szydłowiec thuộc về gia đình hiệp sĩ đầy quyền lực nhà Odrow, người xuất thân từ gia đình Moravian -Bohescent Baworowic.
Vào thế kỷ XIII, vị trí của lâu đài hiện tại đã bị chiếm giữ bởi một thành trì trên một hòn đảo nhân tạo với hệ thống phòng thủ bằng gỗ và đất và bởi một ngôi làng tên là Szydłowiec. Thị trấn hiện tại ra đời vào đầu thế kỷ XV và cùng với đất đai lân cận là tài sản của gia đình Szydłowiecki và Radziwiłł cho đến thế kỷ XIX.
Thị trấn phát triển rực rỡ vào thế kỷ XVI và nửa đầu thế kỷ XVII. Sau đó, nó là một trung tâm thương mại và thủ công quan trọng, chủ yếu là thợ nề dựa trên sự khai thác của sa thạch địa phương, một công việc rất dễ làm việc. Đá này đã được sử dụng để khắc các nét điêu khắc, kiến trúc và làm công cụ cho nông nghiệp. Nó cũng là một vật liệu xây dựng cho Nhà thờ Saint Sigsmunt địa phương, Lâu đài ở Szydłowiec và Tòa thị chính ở Szydłowiec; hơn nữa, nó đã được gửi đến Kielce, Cracow và Warsaw.
Trong số các hàng hóa được giao dịch là nông sản.
Thời kỳ chiến tranh 1648 - 1717 và nhiều dịch bệnh và hỏa hoạn đã dẫn đến sự suy thoái của Szydłowiec, tồn tại trong nhiều thế kỷ, tình trạng của nó vẫn bị trầm trọng hơn sau các phân vùng của Ba Lan. Thị trấn nợ nhân vật hiện tại này với những biến đổi trong thiết kế và kiến trúc đô thị diễn ra vào nửa sau của thế kỷ XIX và trong thế kỷ XX.
Szydłowiec cũng có một cộng đồng Do Thái mạnh mẽ cho đến Thế chiến II.
Có một thời điểm, thị trấn này có dân số chủ yếu là người Do Thái. Đây là quê hương của Grand Rabbi Natan David Rabinowitz (mất năm 1865), cháu trai của Grand Rabbi Yaakov Yitzchak Rabinowicz của Peshischa, và cha đẻ của triều đại Biala Hasidic.